# Anime convention
En anime convention er et træf for fans af anime og manga, dvs. japanske tegnefilm og tegneserier. Programmet ved træffene, der finder sted verden over, omfatter ofte visning af animefilm- og serier, salgsboder med anime, manga og merchandise og optræden på scener, herunder især cosplaykonkurrencer.

## Program
Anime conventions varierer i omfang men strækker sig ofte over flere dage og kan have flere tusinde besøgende. Aktiviteterne varierer fra sted til sted, men en række ting går ofte igen. Det gælder således rum til sælgere og udstillere, visning af anime i særskilte rum, cosplay- og tegnekonkurrencer, workshops med forskellige temaer som mangategning, spillet go osv. og æresgæster fra ind- og udland, der interviewes og signerer. I centrum står ofte en scene, hvor der udover cosplay også kan være koncerter eller andre foranstaltninger. Alt efter convention kan der desuden forekomme andre særlige ting.
Stemningen på en anime convention kan minde om en stor familiefest eller en messe, hvor det for en stor del af publikums vedkommende handler om at møde ligesindede. Nogle fans har i forvejen kontakt med hinanden på internetfora og kan f.eks. enes om en bestemt påklædning (cosplay) passende til en bestemt serie.

## Historie
Anime conventions har deres rødder i amerikanske science fiction- og tegneserie-conventions. I slutningen af 1970'erne vistes særlige steder på træf som Comic-Con og Lunacon animeserier som Brave Raideen og Star Blazers, der på det tidspunkt var populære i USA, og snart efter fulgte også de originale udgaver fra Japan. Som den første større selvstændige animebegivenhed anses den første YamatoCon, der fandt sted i Dallas 13. august 1983. De første forsøg holdt dog ikke længe, bl.a. på grund af stadigt vekslende organisatorer. Dallas frembragte dog alligevel også den første holdbare succesfulde anime convention i form af Project A-Kon fra 1990, der stadig eksisterer. Den første convention til at blive støttet i stort omfang af de amerikanske animeudgivere og med japanske gæster var AnimeCon 1991. I 1992 fandt den første Anime Expo sted, der i dag er en af de største conventions. En af de afgørende ting for gennembruddet var, at anime som f.eks. Akira på det tidspunkt også blev kendt af et større publikum udenfor Japan. Følgen blev at der i begyndelsen af 1990'erne kom stadig flere træf i USA som Anime Expo, Animethon, Otakon og JACON, der til dels stadig finder sted, og som tiltrækker titusindvis af besøgende.
I Europa og Australien skete der en lignende udvikling fra midten af 1990'erne, på samme tid som anime og manga blev stadigt mere tilgængeligt i de enkelte lande. Den øgede udbredelse af disse medier har også medført etablering af mange mindre træf indenfor områder, der ikke dækkes af de store og etablerede træf. Trods deres mindre størrelse går markedsøkonomien dog ikke forbi dem men bruger dem ofte til at præsentere nye produkter.

## Verden rundt
I Tyskland er der blevet arrangeret regionale private anime- og mangatræf siden midten af 1990'erne. Den første regionale anime convention i Tyskland var iHAT i Hamburg, der fandt sted første gang i juni 1998. Den første landsdækkende tyske anime convention var den af Sailor Moon Online Fanclub (SMOF) arrangerede Neo Moon Projekt fra 19. til 21. september 1998 i Zorneding ved München. Den første anime convention, der stadigt finder sted hvert år, er foreningen Anime no Tomodachis Anime Marathon, der fandt sted fra 26. til 28. marts 1999 i Königs Wusterhausen. De største tyske anime conventions er den af bladet AnimaniA arrangerede AnimagiC i Bonn fra sommeren 1998, den af Animexx e.V. arrangerede Connichi i Kassel fra 2002 og DoKomi i Düsseldorf fra 2008, der hver især besøges af over 10.000 personer årligt.
I Danmark findes der en stor årlige anime convention i form af J-Popcon i København. De havde 2.900 gæster i 2019.
De største europæiske anime conventions er den franske Japan Expo i Paris med 208.000 besøgende og den spanske Salón del Manga i Barcelona med 63.000 besøgende.
De største amerikanske anime conventions er Anime Expo i Californinen med knap 41.000 besøgende og Otakon i Baltimore med 22.000 besøgende.
I Japan selv afholdes der ingen anime conventions i vestlig forstand. Det nærmeste man kommer er Comic Market, der finder sted to gange årligt i Tokyo, og som hver gang tiltrækker lidt over 500.000 besøgende. Arrangementet er primært beregnet til salg af doujinshi, hjemmelavede mangaer, men det tiltrækker også mange cosplayere om end der ikke er noget show eller lignende.

## Weblinks
- Wikimedia Commons har flere filer relateret til Anime convention
- Internationale Liste over anime conventions (engelsk)
- Oversigt over begivenheder og fantræf (tysk)